# Лазутка, Валентин Антонович
Валентин (Валентинас) Антонович Лазутка (лит. Valentinas Lazutka; 4 марта 1932, Бойсоголь, Западно-Сибирский край — 13 мая 2022, Минск) — советский и литовский учёный и партийный деятель, доктор философских наук, профессор, ректор Вильнюсской высшей партийной школы (1989—1991), первый секретарь Вильнюсского горкома Компартии Литвы (1989—1991).

## Биография
Родился 3 апреля 1932 года в д . Бойсоголь Венгеровского района Новосибирской области в крестьянской многодетной семье. Внук литовского революционера, сосланного в 1880-е годы в Сибирь царским правительством. Брат доктора исторических наук Станисловаса Лазутки.
После Великой Отечественной войны их семья переехала в освобождённый от фашистских оккупантов Вильнюс.
В 1955 году окончил философский факультет МГУ. Член КПСС с 1958 г.
- ассистент (1955—1958), преподаватель (1958—1962) кафедры диалектического и исторического материализма Вильнюсского государственного университета;
- 1962—1965 старший преподаватель кафедры марксизма — ленинизма Вильнюсского филиала Каунасского политехнического института;
- 1965—1972 доцент кафедры философии Вильнюсского учебно-консультационного пункта Московского кооперативного института;
- 1972—1974 старший преподаватель кафедры философии АН Литовской ССР.

В 1962 году защитил кандидатскую диссертацию:
- Религия как форма фантастического отражения действительности : диссертация … кандидата философских наук : 09.00.00. — Вильнюс, 1962. — 246 с.

Старший преподаватель (1974—1978), старший научный сотрудник (1978—1981), доцент (1981—1984), с 1984 г. профессор кафедры марксизма — ленинизма, в 1989—1991 гг. ректор Вильнюсской высшей партийной школы.
В 1984—1989 гг. — директор Института философии, социологии и права Академии наук Литовской ССР.
Первый секретарь Вильнюсского горкома Компартии Литвы (1989—1991). Секретарь ЦК Компартии Литвы (1990—1991).
Доктор философских наук (1984), профессор. Заслуженный деятель культуры Литовской ССР.
С сентября 1991 по 2001 год жил в Германии, подрабатывал обучением игре в шахматы. В 1989 году получил российское гражданство. По состоянию на 2007 год жил в Минске, там и умер.
Автор воспоминаний о событиях 1990 года, опубликованных в газете «Karštas komentaras»: № 13, 2007 г. и № 1, 2008 г.
Сочинения:
- Die nationalen Beziehungen in der Sowjetunion [Текст] / Valentinas Lazutka ; Aus dem Litauischen von Antanas Gailius. — Vilnius : Mintis, 1979. — 55 с.; 21 см.
- National relations in the Soviet Union [Текст] / V. Lazutka ; Transl. from the Lithuanian by Algimantas Jokubenas. — Vilnius : Mintis, 1979. — 46 с.; 20 см.
- В. И. Ленин и общественный прогресс [Текст] : (Материал для лектора) / Канд. философ. наук В. Лазутка ; О-во «Знание» Литов. ССР. Науч.-метод. совет по вопросам истории СССР и КПСС. — Вильнюс : [б. и.], 1967. — 17 с.; 20 см.
- Критика буржуазного национализма и интернациональное воспитание / В. Лазутка. — Вильнюс : Минтис, 1982. — 231 с.; 16 см.